# Ataque Durkin
|       |       |       |       |       |       |       |       |       |  |
|       | a8 rd | b8 nd | c8 bd | d8 qd | e8 kd | f8 bd | g8 nd | h8 rd |  |
| a7 pd | b7 pd | c7 pd | d7 pd | e7 pd | f7 pd | g7 pd | h7 pd |       |  |
| a6    | b6    | c6    | d6    | e6    | f6    | g6    | h6    |       |  |
| a5    | b5    | c5    | d5    | e5    | f5    | g5    | h5    |       |  |
| a4    | b4    | c4    | d4    | e4    | f4    | g4    | h4    |       |  |
| a3 nl | b3    | c3    | d3    | e3    | f3    | g3    | h3    |       |  |
| a2 pl | b2 pl | c2 pl | d2 pl | e2 pl | f2 pl | g2 pl | h2 pl |       |  |
| a1 rl | b1    | c1 bl | d1 ql | e1 kl | f1 bl | g1 nl | h1 rl |       |  |
|       |       |       |       |       |       |       |       |       |  |

La Apertura Durkin (ECO A00), también conocida como Ataque Durkin, es una apertura de ajedrez jugada poco frecuentemente, que comienza con la jugada 1. Ca3. Está fuera de casi todos los principios de la apertura. El jugador de nivel que entra en este esquema suele ser un jugador de ataque que se sabe muy superior a su rival y que le hará la vida imposible más adelante. De momento le regala un tiempo. Lo mejor es no ponerse nervioso y jugar con lógica. El negro debe tener presente que le atacará con los principios de la Escuela hipermoderna de ajedrez, es decir, atacando el centro desde los flancos, así que debe preocuparse por sostener bien el centro. Es posible encontrarse en esquemas como estos cuando se juegan partidas relámpago. Ajedrecistas angloparlantes la llaman en broma Ataque Sodio, ya que, en la notación algebraica en inglés, esta primera jugada se escribe Na3.
Históricamente, siempre se ha llamado Apertura Kotroc, aunque la influencia anglosajona hace que ahora se le haya cambiado el nombre.[cita requerida]
Línea principal
1.Ca3